# Liste der Gesundheitsminister von Sachsen
Die Liste der Gesundheitsminister von Sachsen bietet einen Überblick über die Gesundheitsminister des Freistaates Sachsen und seiner Vorgängerstaaten.
Aufgeführt sind die Minister seit Errichtung des ersten eigenständigen sächsischen Gesundheitsministeriums 1950.
| Name                                                                  | Amtsantritt                                   | Kabinett                       | Partei                  |
| Minister für Gesundheit                                               | Minister für Gesundheit                       | Minister für Gesundheit        | Minister für Gesundheit |
| --------------------------------------------------------------------- | --------------------------------------------- | ------------------------------ | ----------------------- |
| Walter Thürmer                                                        | 25. Mai 1950 24. November 1950                | Seydewitz I Seydewitz II       | LDP                     |
| Artur Schlesinger                                                     | 10. September 1951                            | Seydewitz II                   | LDP                     |
| Von 1952 bis 1990 existierte kein Land Sachsen                        |                                               |                                |                         |
| Minister für Soziales, Gesundheit und Familie                         |                                               |                                |                         |
| Hans Geisler                                                          | 8. November 1990 6. Oktober 1994              | Biedenkopf I Biedenkopf II     | CDU                     |
| Minister für Soziales, Gesundheit, Jugend und Familie                 |                                               |                                |                         |
| Hans Geisler                                                          | 26. Oktober 1999                              | Biedenkopf III                 | CDU                     |
| Minister für Soziales                                                 |                                               |                                |                         |
| Christine Weber                                                       | 2. Mai 2002                                   | Milbradt I                     | CDU                     |
| Helma Orosz                                                           | 10. Juli 2003 11. November 2004 18. Juni 2008 | Milbradt I Milbradt II Tillich | CDU                     |
| Christine Clauß                                                       | 8. August 2008                                | Tillich I                      | CDU                     |
| Minister für Soziales und Verbraucherschutz                           |                                               |                                |                         |
| Christine Clauß                                                       | 30. September 2009                            | Tillich II                     | CDU                     |
| Barbara Klepsch                                                       | 13. November 2014 18. Dezember 2017           | Tillich III Kretschmer I       | CDU                     |
| Minister für Soziales und Gesellschaftlichen Zusammenhalt             |                                               |                                |                         |
| Petra Köpping                                                         | 20. Dezember 2019                             | Kretschmer II                  | SPD                     |
| Minister für Soziales, Gesundheit und Gesellschaftlichen Zusammenhalt |                                               |                                |                         |
| Petra Köpping                                                         | 19. Dezember 2024                             | Kretschmer III                 | SPD                     |